# Juventus Stadium
Das Juventus Stadium ist ein Fußballstadion in der italienischen Stadt Turin; aufgrund eines Namenssponsorings heißt es seit Juli 2017 offiziell Allianz Stadium. Der italienische Fußballrekordmeister Juventus Turin ist Eigentümer und trägt darin seine Heimspiele aus. Es bietet aktuell 41.507 Zuschauern Platz und wird von der UEFA in die Kategorie 4 eingeordnet.
Das Stadion wurde am 8. September 2011 eröffnet. Gebaut wurde es im Norden von Turin auf dem Grundstück, auf dem sich von 1990 bis 2009 das ehemalige Stadio delle Alpi mit 69.041 Plätzen befunden hatte. Markantestes Merkmal des neuen Stadions sind die beiden 86 Meter hohen Pfeiler an der Nord- und Südseite hinter den Toren. Sie tragen über Stahlseile die Dachkonstruktion.

## Geschichte
Die Fans, insbesondere die Drughi, kritisierten im Jahr 2005 die Neubau-Pläne stark, u. a. wegen der verkleinerten Kapazität.
Der damalige Geschäftsführer von Juventus Jean-Claude Blanc präsentierte im Januar 2007 eine neue Planung für eine Arena mit 41.000 Sitzplätzen, mit Baukosten von rund 105 Millionen Euro. Das gesamte Projekt sollte an die Vergabe der Fußball-Europameisterschaft 2012 an Italien gebunden sein. Am 18. April 2007 entschied die UEFA, die Europameisterschaft 2012 in Polen und in der Ukraine auszutragen. Dennoch veröffentlichte der Verein im November 2008 die endgültige Planung für den Neubau. Als Architekten wurden Hernando Suarez und Gino Zavanella verpflichtet.
Der gesamte Komplex beherbergt seit der Fertigstellung das neue Stadion mit 41.000 Sitzplätzen, ein Unterhaltungszentrum mit mehreren Restaurants und Einkaufsmöglichkeiten sowie 4.000 Parkplätzen. Die Baukosten für die neue Heimat von Juventus beliefen sich auf 155 Millionen Euro.
Ab der Saison 2006/07 trugen Juventus und der Lokalrivale FC Turin ihre Heimspiele im Stadio Olimpico, dem umgebauten Stadio Comunale, aus. Nach dem Umbau des delle Alpi wurde das Olimpico in Stadio Grande Torino umbenannt und ist seitdem alleinige Heimat des FC Turin.
Das Juventus Stadium wurde am 8. September 2011 eröffnet. Zum ersten Spiel trat Juventus gegen den englischen Verein Notts County, den ältesten Profifußballverein der Welt an, von dem Juventus Turin 1903 die weiß-schwarz-gestreiften Trikots übernahm. Die beiden Teams trennten sich 1:1; das erste Tor im Stadion erzielte Juventus' Stürmer Luca Toni. Er verwandelte einen von Fabio Quagliarella zuvor verschossenen Elfmeter im Nachschuss. Drei Tage später fand das erste Pflichtspiel am zweiten Spieltag der Serie A statt. Beim 4:1-Erfolg gegen den FC Parma erzielte der Schweizer Stephan Lichtsteiner das erste Tor in der neuen Arena in einem Pflichtspiel.
Das Endspiel der UEFA Europa League 2013/14 fand am 14. Mai 2014 im Juventus Stadium statt.
Zum 1. Juli 2017 wurde das Stadion in „Allianz Stadium“ umbenannt, der Deutsche Versicherungskonzern für sechs Spielzeiten bis zum 30. Juni 2023 Namenssponsor. Im Februar 2020 vereinbarten die Partner die Verlängerung des Sponsoringvertrages bis 2030. Der neue Vertrag beginnt am 1. Juli 2023. Der Versicherer zahlt Juve zu den bisher vereinbarten Summen insgesamt 103,1 Mio. Euro. Darüber hinaus wird die Allianz auf der Trainings- und Aufwärmkleidung der Turiner sichtbar sein sowie die Frauenmannschaft sponsern.
Am 2. März 2020 vergab die UEFA das Endspiel der UEFA Women’s Champions League 2021/22 an Turin mit dem Juventus Stadium.

## Einrichtungen

### J-Museum

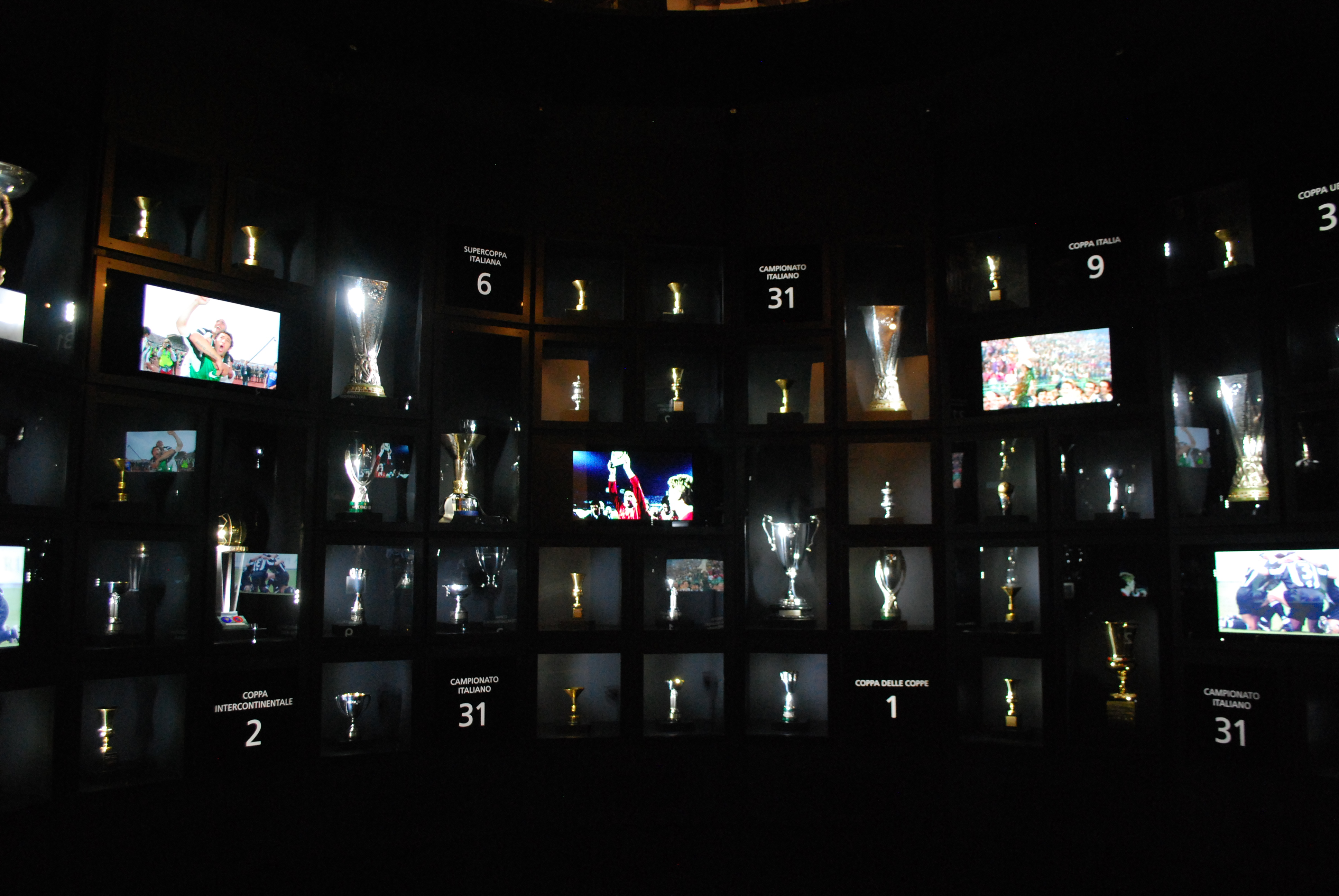
Trophäen im Vereinsmuseum

Das Vereinsmuseum Juventus Museum oder kurz J-Museum wurde nach Plänen des Architekten Benedetto Camerana fertiggestellt und am 17. Mai 2012 eröffnet. Im Museum findet man neben allen gewonnenen Trophäen auch geschichtliche Informationen zu unterschiedlichen Mannschaften der Bianconeri seit ihrer Gründung mit Mannschaftsfotos und Spielerprofilen. Am 25. Jahrestag der Katastrophe von Heysel am 29. Mai 2010 kündigte Vereinspräsident Andrea Agnelli an, dass ein eigener Raum für die 39 Opfer der Stadionkatastrophe eingerichtet werde.

### Area 12
Die Area 12 ist ein im Oktober 2011 eingeweihtes Einkaufszentrum mit einer Fläche von rund 30.000 m² und mehr als 60 Geschäften, darunter Bekleidungs-, Schuh- und Haushaltswarengeschäfte sowie der Fanshop Juventus Store. Der Besitzer ist die San Sisto Srl und die Kosten beliefen sich auf etwa 200 Millionen Euro. Mitbeteiligt am Projekt waren die Unternehmen Nordiconad, Cmb Carpi und Unieco sowie das Architekturbüro Studio Rolla aus Turin und Tecnicoop aus Bologna. Der Betreiber des Area 12 ist die CBRE. Zu den größten Läden im täglich geöffneten Zentrum gehört das E.Leclerc-CONAD-SB-Warenhaus mit 4.500 m², bei dem man die Waren auch über das Internet bestellen und fertig eingepackt abholen kann. Des Weiteren ein OBI-Baumarkt, ein H & M-Bekleidungsgeschäft und ein Euronics-Elektrogerätemarkt. Den Besuchern stehen zusätzlich mehrere Restaurants und Bars offen. Es stehen am Einkaufszentrum 2.000 Parkplätze, von denen 800 unterirdisch sind, zur Verfügung.

### J-Medical
Das J-Medical ist das, im März 2016 eröffnete, medizinische Zentrum des Fußballclubs. Der Bau liegt an der Osttribüne des Stadions neben dem J-Museum. Das Zentrum bietet auf 3.500 Quadratmeter Einrichtungen unter anderem für die Diagnose, fachärztliche Behandlung, Rehabilitation sowie Sportmedizin und steht auch Privatpersonen offen. Es wurde in Kooperation mit der Santa Clara Group gegründet.

### Walk of Fame (Cammino delle stelle)
Wie nach dem Vorbild des Hollywood Walk of Fame wurden 50 verdiente Spieler aus der Geschichte von Juventus mit einem Stern im Stadion geehrt. Eine interne Kommission traf 2009 eine Vorauswahl. Aus einer Liste von über 100 Spielern wählten Vereins- und Fanclubmitglieder dann die 50 Spieler aus. In der ersten Auswahl war der Niederländer Edgar Davids nicht unter den ausgewählten Spielern. Es gab massive Proteste von Fans, die lieber Davids als den Polen Zbigniew Boniek unter den geehrten Sportlern sehen wollten. Daraufhin wurde eine zweite Wahl Anfang 2010 angesetzt. Von den insgesamt 12.655 abgegebenen Stimmen erhielt Edgar Davids 7.401 Stimmen (58,48 %). Mit weitem Abstand folgte Boniek mit 659 Stimmen (5,21 %) und auf Platz drei Michael Laudrup mit 512 Stimmen (4,05 %).
| Spieler               | Position          | Spielzeiten         | Spiele | Tore |
| --------------------- | ----------------- | ------------------- | ------ | ---- |
| Pietro Anastasi †     | Stürmer           | 1968–1976           | 303    | 131  |
| Roberto Baggio        | Stürmer           | 1990–1995           | 200    | 115  |
| Romeo Benetti         | Mittelfeldspieler | 1968–1969 1976–1979 | 159    | 23   |
| Roberto Bettega       | Stürmer           | 1969–1983           | 481    | 178  |
| Carlo Bigatto †       | Mittelfeldspieler | 1913–1931           | 233    | 1    |
| Giampiero Boniperti † | Stürmer           | 1946–1961           | 462    | 182  |
| Felice Borel †        | Stürmer           | 1932–1941 1942–1946 | 307    | 161  |
| Sergio Brio           | Abwehrspieler     | 1974–1990           | 378    | 24   |
| Gianluigi Buffon      | Torwart           | 2001–2018 2019–2021 | 685    | 0    |
| Antonio Cabrini       | Außenverteidiger  | 1976–1989           | 440    | 53   |
| Umberto Caligaris †   | Abwehrspieler     | 1928–1935           | 198    | 0    |
| Mauro Camoranesi      | Mittelfeldspieler | 2002–2010           | 288    | 32   |
| Fabio Capello         | Mittelfeldspieler | 1969–1976           | 239    | 41   |
| Franco Causio         | Rechtsaußen       | 1967–1968 1970–1981 | 447    | 72   |
| John Charles †        | Stürmer           | 1957–1962           | 178    | 105  |
| Gianpiero Combi †     | Torwart           | 1921–1934           | 367    | 0    |
| Antonio Conte         | Mittelfeldspieler | 1992–2004           | 419    | 44   |
| Antonello Cuccureddu  | Innenverteidiger  | 1969–1981           | 433    | 39   |
| Edgar Davids          | Mittelfeldspieler | 1997–2004           | 235    | 10   |
| Alessandro Del Piero  | Stürmer           | 1993–2012           | 705    | 290  |
| Luis del Sol †        | Mittelfeldspieler | 1962–1970           | 294    | 29   |
| Didier Deschamps      | Mittelfeldspieler | 1994–1999           | 178    | 4    |
| Angelo Di Livio       | Mittelfeldspieler | 1993–1999           | 269    | 6    |
| Ciro Ferrara          | Innenverteidiger  | 1994–2005           | 358    | 20   |
| Giuseppe Furino       | Mittelfeldspieler | 1969–1984           | 528    | 19   |
| Claudio Gentile       | Außenverteidiger  | 1973–1984           | 414    | 10   |
| John Hansen †         | Stürmer           | 1948–1954           | 187    | 124  |
| Paolo Montero         | Innenverteidiger  | 1996–2005           | 278    | 6    |
| Pavel Nedvěd          | Mittelfeldspieler | 2001–2009           | 327    | 65   |
| Raimundo Orsi †       | Stürmer           | 1929–1935           | 194    | 87   |
| Carlo Parola †        | Abwehrspieler     | 1939–1954           | 340    | 11   |
| Angelo Peruzzi        | Torwart           | 1991–1999           | 301    | 0    |
| Gianluca Pessotto     | Abwehrspieler     | 1995–2006           | 366    | 3    |
| Michel Platini        | Mittelfeldspieler | 1982–1987           | 224    | 104  |
| Pietro Rava †         | Abwehrspieler     | 1935–1946 1947–1950 | 330    | 15   |
| Fabrizio Ravanelli    | Stürmer           | 1992–1996           | 160    | 68   |
| Virginio Rosetta †    | Abwehrspieler     | 1923–1936           | 315    | 16   |
| Paolo Rossi †         | Stürmer           | 1973–1975 1981–1985 | 138    | 34   |
| Sandro Salvadore †    | Libero            | 1962–1974           | 450    | 17   |
| Gaetano Scirea †      | Libero            | 1974–1988           | 552    | 32   |
| Lucidio Sentimenti †  | Torwart           | 1942–1949           | 188    | 5    |
| Omar Sívori †         | Stürmer           | 1957–1965           | 253    | 167  |
| Alessio Tacchinardi   | Mittelfeldspieler | 1994–2005           | 404    | 14   |
| Stefano Tacconi       | Torwart           | 1983–1992           | 337    | 0    |
| Marco Tardelli        | Mittelfeldspieler | 1975–1985           | 375    | 51   |
| Moreno Torricelli     | Abwehrspieler     | 1992–1998           | 230    | 3    |
| David Trezeguet       | Stürmer           | 2000–2010           | 320    | 171  |
| Gianluca Vialli       | Stürmer           | 1992–1996           | 145    | 53   |
| Zinédine Zidane       | Mittelfeldspieler | 1996–2001           | 214    | 31   |
| Dino Zoff             | Torwart           | 1972–1983           | 476    | 0    |

## Galerie

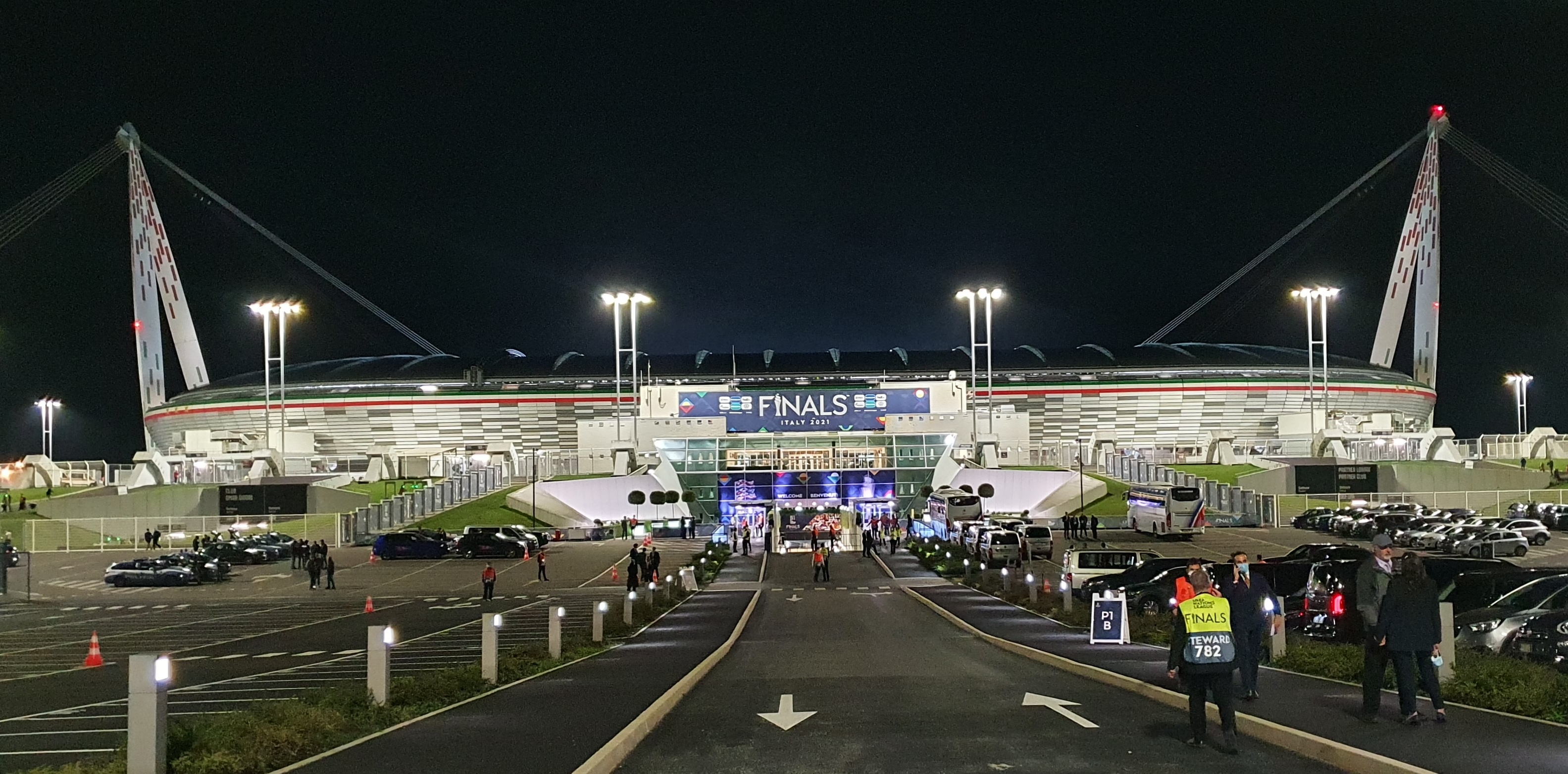
Außenansicht (2021)
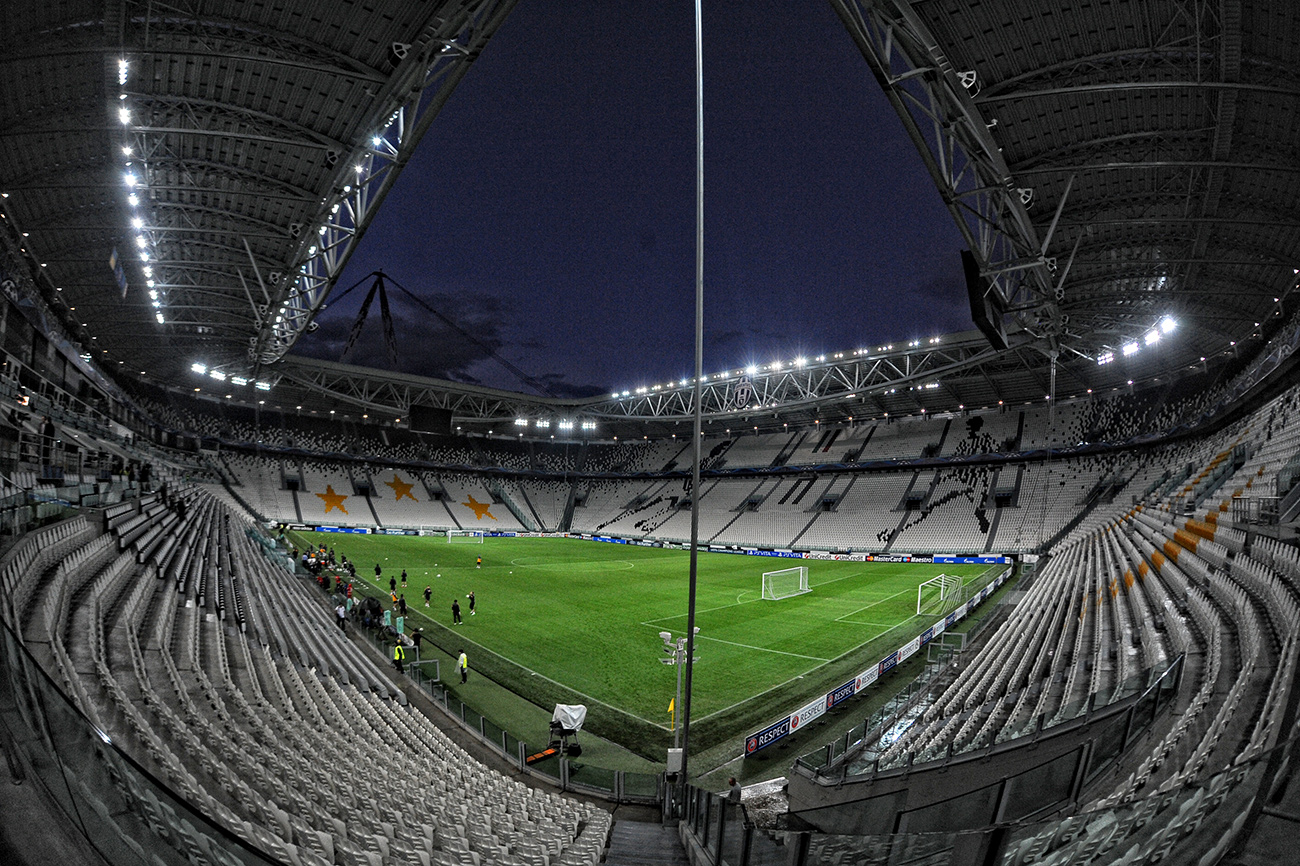
Innenansicht (2012)
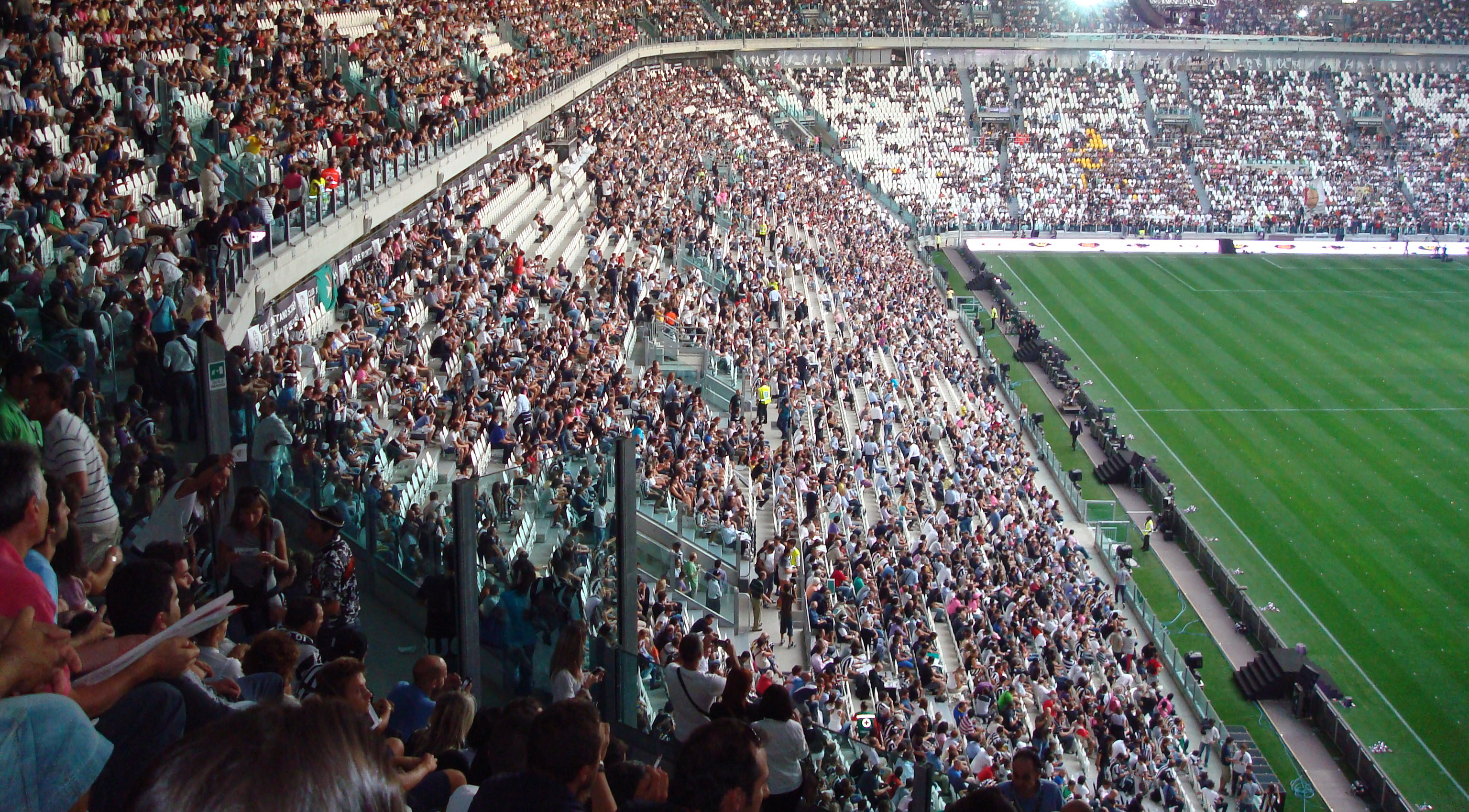
Osttribüne während des Eröffnungsspiels 2011
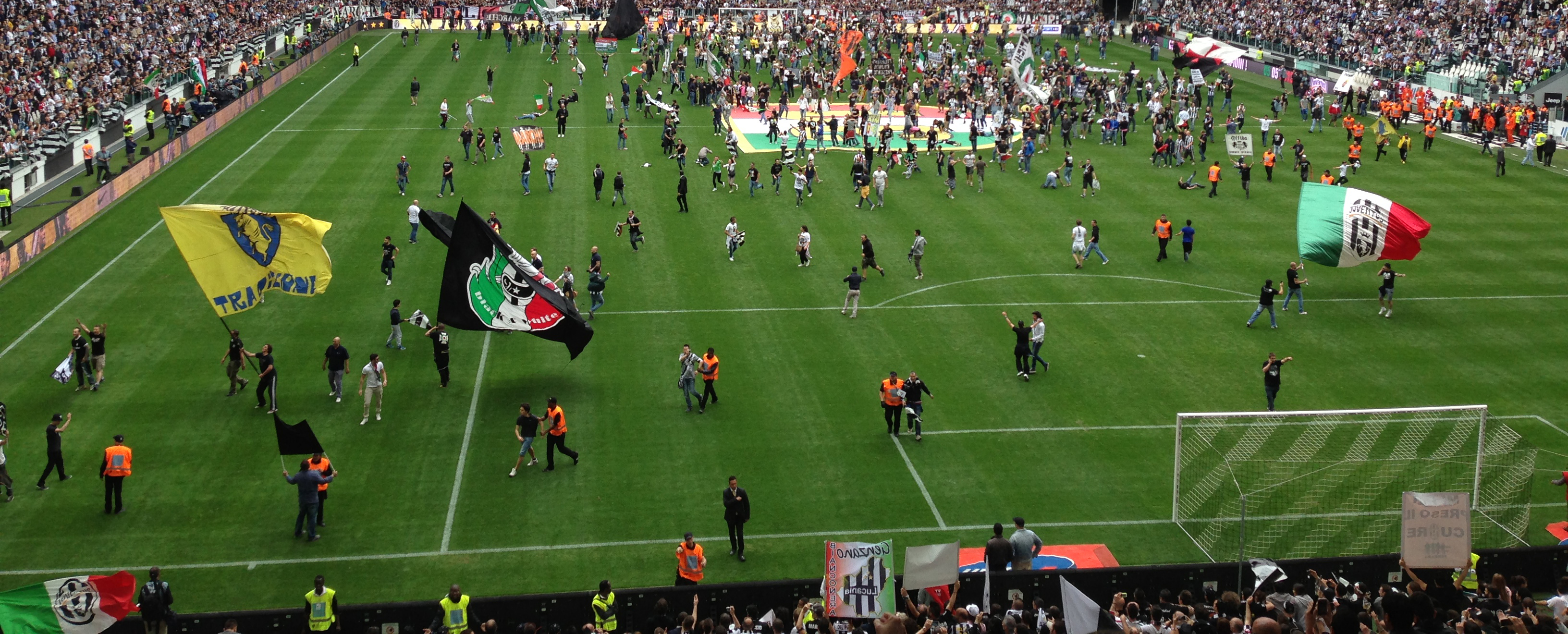
Fans feiern den Gewinn der Meisterschaft 2013